# Criquetot-sur-Ouville
Criquetot-sur-Ouville is een gemeente in het Franse departement Seine-Maritime (regio Normandië) en telt 610 inwoners (1999). De plaats maakt deel uit van het arrondissement Rouen.

## Geografie
De oppervlakte van Criquetot-sur-Ouville bedraagt 5,9 km², de bevolkingsdichtheid is 103,4 inwoners per km².
De onderstaande kaart toont de ligging van Criquetot-sur-Ouville met de belangrijkste infrastructuur en aangrenzende gemeenten.

## Demografie
Onderstaande figuur toont het verloop van het inwonertal (bron: INSEE-tellingen).